# Saut en longueur aux Jeux olympiques
Pour un article plus général, voir Athlétisme aux Jeux olympiques.
Le saut en longueur masculin figure au programme des Jeux olympiques depuis la première édition, en 1896 à Athènes. Les femmes participent à cette épreuve depuis les Jeux de 1948, à Londres.
Avec quatre médailles d'or, remportées consécutivement de 1984 à 1996, l'Américain Carl Lewis est l'athlète masculin le plus titré dans cette épreuve. L'Allemande Heike Drechsler détient quant à elle le record de victoires chez les femmes avec deux titres.
Les records olympiques de la discipline sont actuellement détenus par l'Américain Bob Beamon, auteur de 8,90 m en finale des Jeux olympiques de 1968, à Mexico, et par l'Américaine Jackie Joyner-Kersee, créditée de 7,40 m lors des Jeux olympiques de 1988, à Séoul.

## Éditions
| Années | 96 | 00 | 04 | 08 | 12 | 20 | 24 | 28 | 32 | 36 | 48 | 52 | 56 | 60 | 64 | 68 | 72 | 76 | 80 | 84 | 88 | 92 | 96 | 00 | 04 | 08 | 12 | 16 | 20 | 24 | Total |
| ------ | -- | -- | -- | -- | -- | -- | -- | -- | -- | -- | -- | -- | -- | -- | -- | -- | -- | -- | -- | -- | -- | -- | -- | -- | -- | -- | -- | -- | -- | -- | ----- |
| Hommes | X  | X  | X  | X  | X  | X  | X  | X  | X  | X  | X  | X  | X  | X  | X  | X  | X  | X  | X  | X  | X  | X  | X  | X  | X  | X  | X  | X  | X  | X  | 30    |
| Femmes |    |    |    |    |    |    |    |    |    |    | X  | X  | X  | X  | X  | X  | X  | X  | X  | X  | X  | X  | X  | X  | X  | X  | X  | X  | X  | X  | 20    |

## Hommes

### Historique

#### 1896-1912

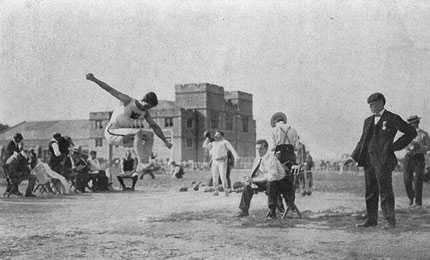
Concours du saut en longueur aux Jeux olympiques de 1904.

Le saut en longueur fait partie des douze épreuves d'athlétisme au programme des premiers Jeux olympiques de l'ère moderne disputés en 1896 au Stade panathénaïque d'Athènes. L'Américain Ellery Clark s'impose avec un saut à 6,35 m, réussi à sa troisième et dernière tentative, devant ses deux compatriotes Robert Garrett et James Connolly.
Quatre ans plus tard, à la Croix-Catelan de Paris, l'Américain Alvin Kraenzlein s'adjuge le titre des Jeux olympiques de 1900 en franchissant 7,18 m, devant son compatriote Meyer Prinstein qui après avoir réalisé le meilleur saut des qualifications, décide de ne pas participer à la finale se déroulant un dimanche, conformément à ses convictions religieuses. Alvin Kraenzlein s'imposera également dans trois autres épreuves : le 60 m, le 110 m haies et le 200 m haies
Meyer Prinstein prend sa revanche lors des Jeux olympiques de 1904, à Saint-Louis, et ce en l'absence du premier détenteur officiel du record du monde, le Britannique Peter O'Connor. Prinstein s'impose avec la marque de 7,34 m, nouveau record olympique, et devance largement ses deux compatriotes Daniel Frank et Robert Stangland.
En 1908, lors des Jeux olympiques de Londres, la victoire revient à l'Américain Frank Irons qui bat le record olympique avec 7,48 m, devançant son compatriote Daniel Kelly et le Canadien Calvin Bricker . Plus tôt dans la journée lors du concours de qualification, Frank Irons avait déjà amélioré le record olympique avec 7,44 m.
Lors des Jeux olympiques de 1912, à Stockholm, l'Américain Albert Gutterson bat le record olympique dès son premier saut des qualifications avec 7,60 m, performance qu'il n'améliore pas lors de ses trois sauts de la finale et qui lui permet de s'adjuger le titre olympique. Calvin Bricker, troisième en 1908, se classe deuxième du concours avec 7,21 m, le Suédois Georg Åberg prenant la troisième place avec 7,18 m. Le tenant du titre Frank Irons ne parvient à se qualifier pour la finale en ne réalisant que 6,80 m lors des qualifications.
De 1900 à 1912, se déroulent par ailleurs des épreuves de saut en longueur sans élan. L'Américain Ray Ewry remporte les trois premières éditions, en 1900, 1904 et 1908, le Grec Konstantínos Tsiklitíras s'adjugeant le titre en 1912.

#### 1920-1936

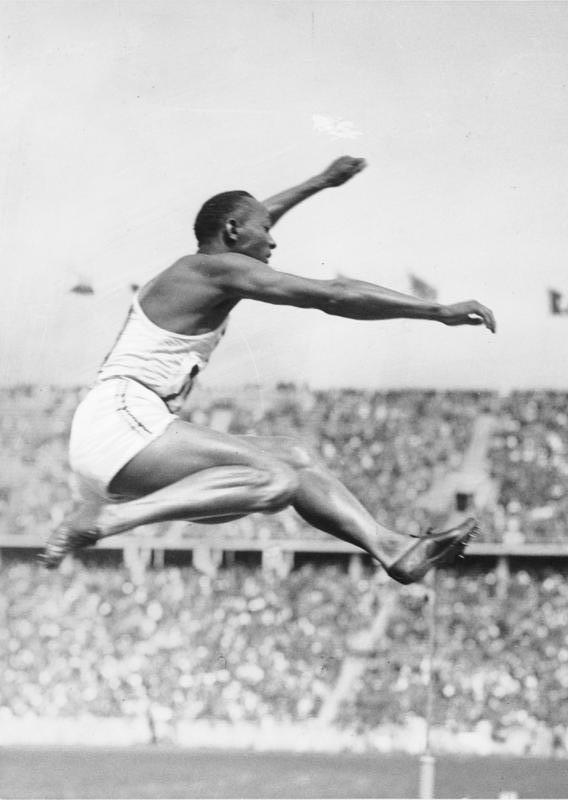
Jesse Owens, champion olympique du saut en longueur en 1936, à Berlin.

Le Suédois William Pettersson remporte le titre du saut en longueur des Jeux olympiques de 1920 à Anvers, mettant fin à une série de cinq victoires américaines. Il s'impose avec la marque modeste de 7,15 m, devant l'Américain  Carl Johnson (7,09 m) et l'autre suédois Erik Abrahamsson (7,08 m). L'Américain Dink Templeton, champion olympique de rugby à XV cette même année, se classe quatrième de l'épreuve alors que Sol Butler, qui figurait parmi les favoris de l'épreuve après avoir remporté les sélections olympiques américaines, se blesse gravement lors des qualifications.
Lors des Jeux olympiques de 1924 au Stade de Colombes, l'Américain DeHart Hubbard s'adjuge le titre olympique avec 7,44 m devant son compatriote Edward Gourdin (7,27 m) et Le Norvégien Sverre Hansen qui termine troisième avec 7,26 m après avoir été en tête du concours des qualifications. Edward Gourdin était le détenteur du record du monde du saut en longueur depuis 1921 avec 7,69 m avant que son compatriote Robert LeGendre ne l'améliore la veille lors de ces mêmes Jeux, mais dans le cadre du concours du pentathlon.
Quatre ans plus tard, lors des Jeux olympiques de 1928 à Amsterdam, l'Américain Ed Hamm, qui a amélioré le record du monde quelques semaines plus tôt aux États-Unis avec 7,90 m, devient champion olympique avec 7,73 m, marque réalisée lors des qualifications mais conservée pour la finale. L'Haïtien Sylvio Cator termine deuxième avec 7,58 m, devant l'autre américain Alfred Bates troisième avec 7,40 m. Le tenant du titre DeHart Hubbard se blesse lors des qualifications et ne prend que la 11e place de l'épreuve.
Aux Jeux olympiques de 1932 à Los Angeles, l'Américain Ed Gordon remporte la finale olympique avec un meilleur saut mesuré à 7,64 m. Il devance son compatriote Lambert Redd (7,60 m) et le Japonais Chūhei Nanbu (7,45 m), alors détenteur du record du monde avec 7,98 m et qui prendra sa revanche quelques jours plus tard en remportant l'épreuve du triple saut.
L'Américain Jesse Owens, premier athlète à franchir la limite des 8 mètres au saut en longueur après son record du monde de 8,13 m établi en 1935 à Ann Arbor, confirme son statut de favori en remportant le titre des Jeux olympiques de 1936. Au Stade olympique de Berlin, il établit tout d'abord un nouveau record olympique à son deuxième essai avec 7,87 m, avant d'améliorer cette marque à son cinquième essai avec 7,94 m. Il s'adjuge la victoire finale avec un sixième et dernier saut mesuré à 8,06 m, marque réalisée néanmoins avec un vent trop favorable. L'Allemand Luz Long est médaillé d'argent avec 7,87 m et le Japonais Naoto Tajima est médaillé de bronze avec 7,74 m. Jesse Owens remportera trois autres médailles d'or lors de ces Jeux (100 m, 200 m et relais 4 × 100 m).

#### 1948-1964

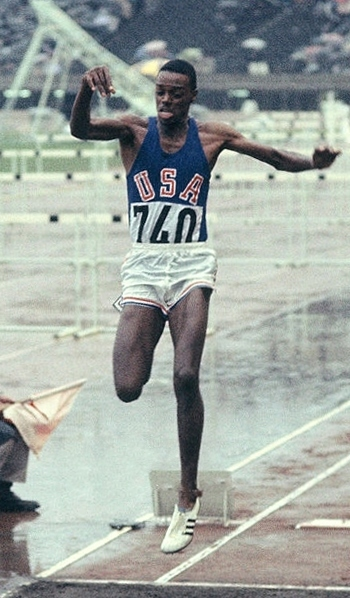
Ralph Boston remporte trois médailles olympiques au saut en longueur, dont le titre en 1960 à Rome.

L'Américain Willie Steele, considéré comme l'un des meilleurs sauteurs en longueur de l'après-guerre après la fin de carrière sportive de Jesse Owens, remporte les Jeux olympiques de 1948 à Londres. Blessé à la cheville, il ne réalise que deux sauts en finale, 7,82 m à son premier essai puis 7,68 m à son deuxième essai, la première marque lui permettant de s'adjuger la médaille d'or. Il devance l'Australien Theodore Bruce, deuxième avec 7,55 m et l'autre américain Herb Douglas, médaillé de bronze avec 7,54 m.
Lors des Jeux olympiques de 1952 à Helsinki, l'Américain Jerome Biffle s'impose avec un saut à 7,57 m réalisé à sa troisième tentative, devançant de quatre centimètres seulement son compatriote Meredith Gourdine, deuxième avec 7,53 m, le Hongrois Ödön Földessy complétant le podium avec 7,30 m. George Brown, le troisième américain et meilleur spécialiste mondial de 1951 à 1953, mord ses trois essais.
En 1956, en finale des Jeux olympiques de 1956 à Melbourne, l'Américain Greg Bell confirme son statut de favori en s'adjugeant le titre olympique dans un concours marqué par un vent violent faisant face aux concurrents pendant toute la compétition. Bell réalise 7,83 m à son deuxième essai et devance son compatriote John Bennett (7,68 m) et le Finlandais Jorma Valkama (7,48 m).
Le favori des Jeux olympiques de 1960 est l'Américain Ralph Boston qui a amélioré deux semaines auparavant à Walnut avec 8,21 m le vieux record du monde du saut en longueur détenu depuis 1935 par Jesse Owens. À Rome en finale, Ralph Boston réalise un saut à 8,12 m à sa troisième tentative, ajoutant 18 cm au record olympique d'Owens établi lors des Jeux de Berlin en 1936. À la lutte avec Boston, son compatriote Bo Roberson s'incline d'un centimètre seulement après avoir réalisé 8,11 m à sa sixième et dernière tentative, sa meilleure performance personnelle. Le Soviétique Igor Ter-Ovanessian, champion d'Europe en 1958, se classe troisième de l'épreuve en établissant un nouveau record d'Europe avec 8,04 m, performance également établie à son dernier essai. L'Allemand Manfred Steinbach, qui bat le record national avec 8,00 m, termine au pied du podium.
La finale des Jeux olympiques de 1964 à Tokyo se dispute sous la pluie. Le Britannique Lynn Davies créé la surprise en s'imposant avec la marque de 8,07 m, établie à son cinquième essai. Le champion olympique en titre Ralph Boston, qui a porté le record du monde à 8,34 m quelques mois auparavant, s'adjuge la médaille d'argent avec 8,03 m, réalisé à son sixième et dernier essai. Il devance de justesse le détenteur du record d'Europe Igor Ter-Ovanessian qui obtient une nouvelle médaille de bronze dans cette épreuve avec 7,99 m.

#### 1968-1984

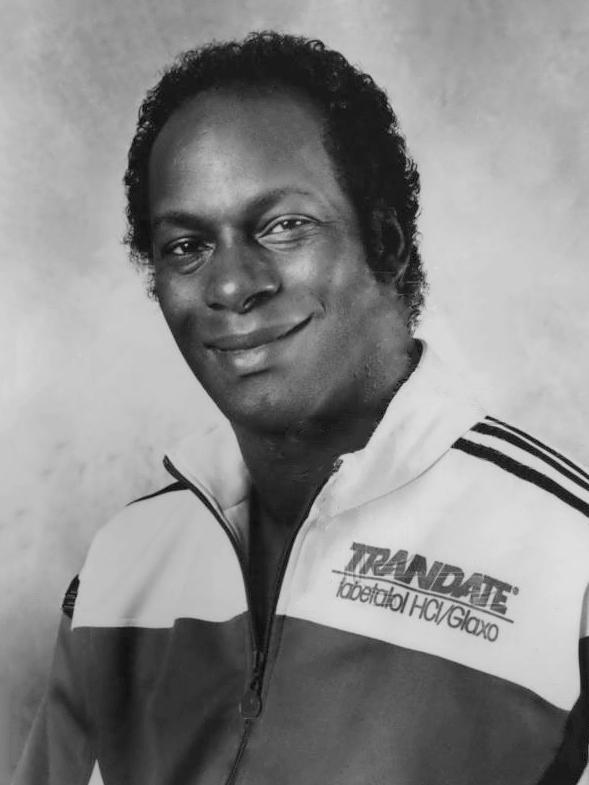
Bob Beamon, champion olympique en 1968 à Mexico où il établit un nouveau record du monde du saut en longueur avec 8.90 m (actuel record olympique).

Lors des Jeux olympiques de 1968 à Mexico, l'Américain Bob Beamon réalise dès sa première tentative un saut à 8,90 m et améliore de 55 cm le record du monde co-détenu alors par Ralph Boston et Igor Ter-Ovanessian. Beamon bénéficie de conditions exceptionnelles lors de son saut, l'altitude élevée de la ville de Mexico (2 300 m), la piste d'élan en synthétique, ainsi qu'un vent favorable de 2 m/s. L'Est-allemand Klaus Beer est médaillé d'argent avec 8,19 m et Ralph Boston, qui monte pour la troisième fois consécutive sur le podium après l'or en 1960 et l'argent en 1964, est médaillé de bronze avec un saut à 8,16 m après avoir amélioré le record olympique la veille en qualifications avec 8,27 m. Igor Ter-Ovanessian termine au pied du podium avec 8,12 m.
Quatre ans plus tard, lors des Jeux olympiques de 1972 à Munich, la victoire revient au favori américain Randy Williams qui établit la marque de 8,24 m à son premier essai, la meilleure performance mondiale de l'année 1972. Il devance l'Est-allemand Hans Baumgartner, deuxième avec 8,18 m et l'autre américain Arnie Robinson, vainqueur des Jeux panaméricains de 1971, qui décroche la médaille de bronze avec 8,03 m, écartant du podium le Ghanéen Joshua Owusu pour deux centimètres seulement. Randy Williams avait réalisé un nouveau record du monde junior la veille lors du concours des qualifications avec 8,34 m.
Arnie Robinson obtient la consécration mondiale lors des Jeux olympiques de 1976 à Montréal en remportant le concours avec un saut à 8,35 m, réalisé à sa première tentative. Il devance largement le champion olympique en titre Randy Williams, deuxième avec 8,11 m, et l'Est-allemand Frank Wartenberg, troisième avec 8,02 m. Le Français Jacques Rousseau, qui a porté le record national à 8,26 m peu avant ces Jeux, termine au pied du podium avec 8,00 m, performance identique au Brésilien João Carlos de Oliveira, cinquième du concours. L'autre américain Larry Myricks se blesse lors de l’échauffement.
Les Jeux olympiques de 1980 à Moscou, marqués par le boycott d'une cinquantaine de nations, dont les États-Unis, sont remportés par l'Est-allemand Lutz Dombrowski qui établit à son cinquième essai un nouveau record d'Europe avec 8,54 m. Il devance son compatriote Frank Paschek (8,21 m) et le Soviétique Valeriy Pidluzhnyy (8,18 m). En finale, Lutz Dombrowski réalise la série suivante : 8,15 m, 8,32 m, essai mordu, 8,21 m, 8,54 m et 8,34 m.
L'Américain Carl Lewis, champion du monde en 1983 à Helsinki et qui est en tête des bilans mondiaux depuis 1981, s'adjuge le titre des Jeux olympiques de 1984, à Los Angeles. Il réalise 8,54 m dès sa première tentative, mord son deuxième essai, et décide ensuite de faire l'impasse sur les quatre essais suivants afin de se réserver pour les autres épreuves pour lesquelles il est engagé. Mais, aucun athlète ne parvient à améliorer le saut de Lewis, l'Australien Gary Honey, vainqueur des Jeux du Commonwealth de 1982, établit la marque de 8,24 m à son sixième et dernier essai, tout comme l'Italien Giovanni Evangelisti, les deux athlètes étant départagés pour la médaille d'argent par leur deuxième meilleur saut (8,18 m pour Honey contre 7,90 m pour Evangelisti). Carl Lewis remportera trois autres épreuves lors de cette compétition : le 100 m, 200 m et 4 × 100 m.

#### 1988-2004

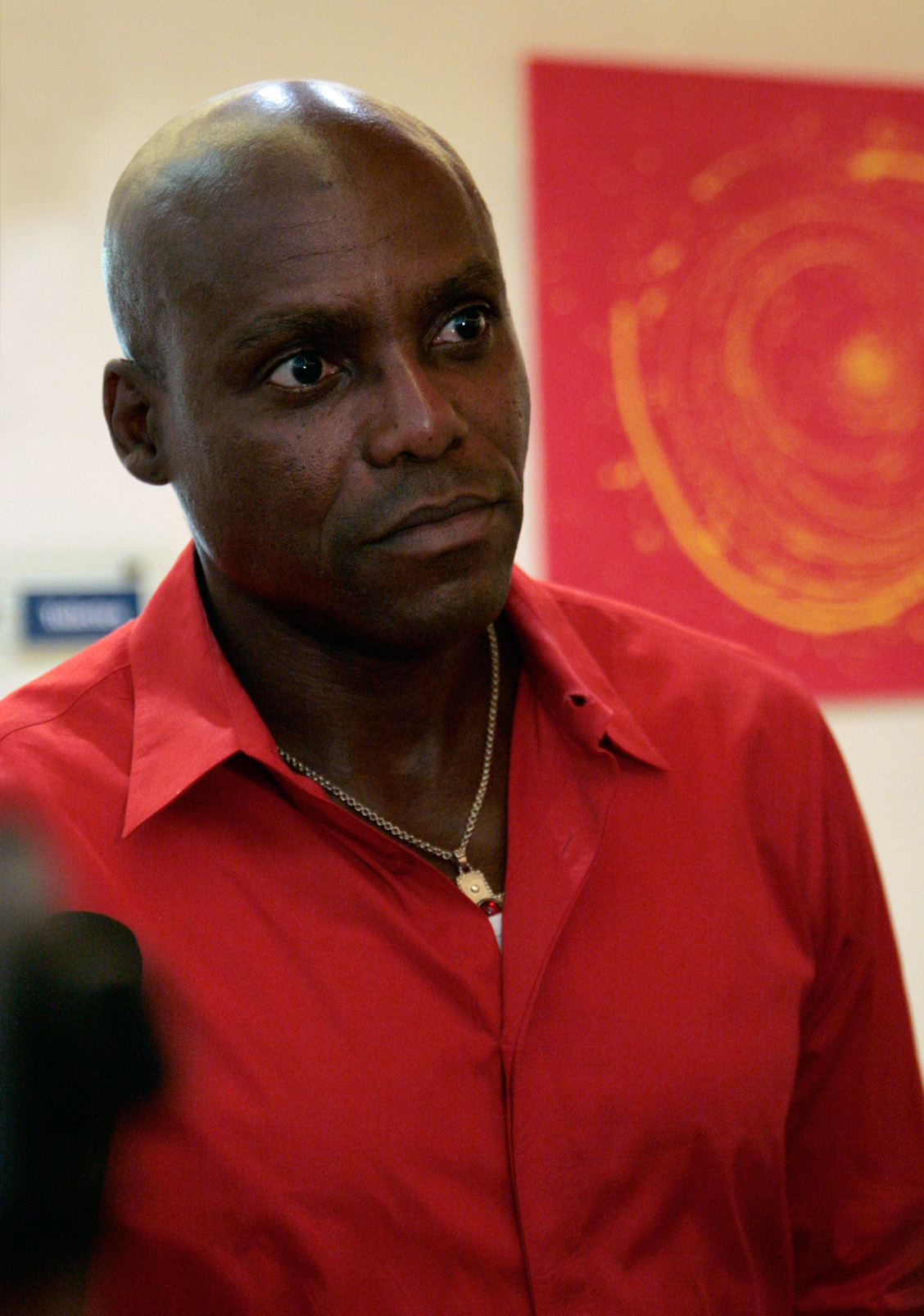
Carl Lewis remporte quatre titres olympiques consécutifs au saut en longueur, de 1984 à 1996.

Carl Lewis, qui a obtenu un deuxième titre de champion du monde en 1987, conserve son titre olympique aux Jeux de Séoul en 1988 et devient à cette occasion le premier athlète masculin à remporter deux médailles d'or olympiques dans l'épreuve du saut en longueur. Lewis réalise successivement 8,41 m, 8,56 m, 8,52 m avant d'établir la marque victorieuse de 8,72 m à son quatrième essai. Il devance son compatriote Mike Powell, médaillé d'argent avec 8,49 m et Larry Myricks, médaillé de bronze avec 8,27 m. Il s'agit du premier podium du saut en longueur exclusivement américain depuis les Jeux de 1904.
Lors des Jeux olympiques de 1992, à Barcelone, et un an après la finale des championnats du monde de Tokyo qui ont vu Mike Powell remporter le titre et établir un nouveau record du monde avec 8,95 m, Carl Lewis parvient à s'imposer face son rival et s'adjuger son troisième titre olympique consécutif. Il réalise la marque de 8,67 m dès sa première tentative et devance de 3 cm seulement Mike Powell, auteur de 8,64 m à son sixième et dernier essai, obtenant une deuxième médaille d'argent olympique consécutive. L'autre américain Joe Greene est médaillé de bronze avec 8,34 m. Les Cubains Iván Pedroso et Jaime Jefferson se classent respectivement 4e et 5e de la finale.
En 1996, lors des Jeux olympiques d'Atlanta, Carl Lewis remporte son quatrième titre olympique consécutif à la longueur en réalisant 8,50 m à son troisième essai. Le Jamaïcain James Beckford est deuxième avec 8,29 m alors que Joe Greene se classe au troisième rang comme à Barcelone quatre ans plus tôt avec 8,24 m. Le Français Emmanuel Bangué, en tête de la compétition après les deux premiers sauts, termine au pied du podium avec 8,19 m, devant Mike Powell. Iván Pedroso, champion du monde en 1995 à Göteborg et qui ne s'est pas remis d'une blessure, termine 12e de la finale.
Iván Pedroso, qui domine la spécialité depuis la saison 1995 et qui a ajouté deux nouveaux titres de champion du monde à son palmarès, en 1997 et 1999, confirme son statut de favori en remportant le titre des Jeux olympiques de 2000, à Sydney. Prenant rapidement la tête du concours dès son deuxième essai avec 8,34 m, il réalise 8,41 m à son quatrième essai, puis 8,55 m à sa sixième et dernière tentative. L'Australien Jai Taurima termine à 6 cm seulement du Cubain en établissant la marque de 8,49 m à son cinquième essai, signant un nouveau record d'Océanie. L'Ukrainien Roman Shchurenko complète le podium avec 8,31 m alors que Dwight Phillips, le seul athlète américain engagé en finale, se classe 8e. Pour la première fois dans l'histoire des Jeux olympiques, hormis lors du boycott des États-Unis lors des Jeux de 1980, aucun athlète américain ne remporte une médaille au saut en longueur.
Dwight Phillips, champion du monde en 2003, remporte le titre des Jeux olympiques de 2004, à Athènes. Il établit la marque de 8,59 m dès son entrée dans le concours et parvient à conserver son avance malgré ses quatre derniers sauts mordus. Son compatriote John Moffitt remporte la médaille d'argent avec 8,47 m, nouveau record personnel, et l'Espagnol Joan Lino Martínez s'adjuge la médaille de bronze avec 8,32 m, record personnel également. James Beckford échoue au pied du podium pour 1 cm alors que le tenant du titre Iván Pedroso termine au 7e rang.

#### Depuis 2008

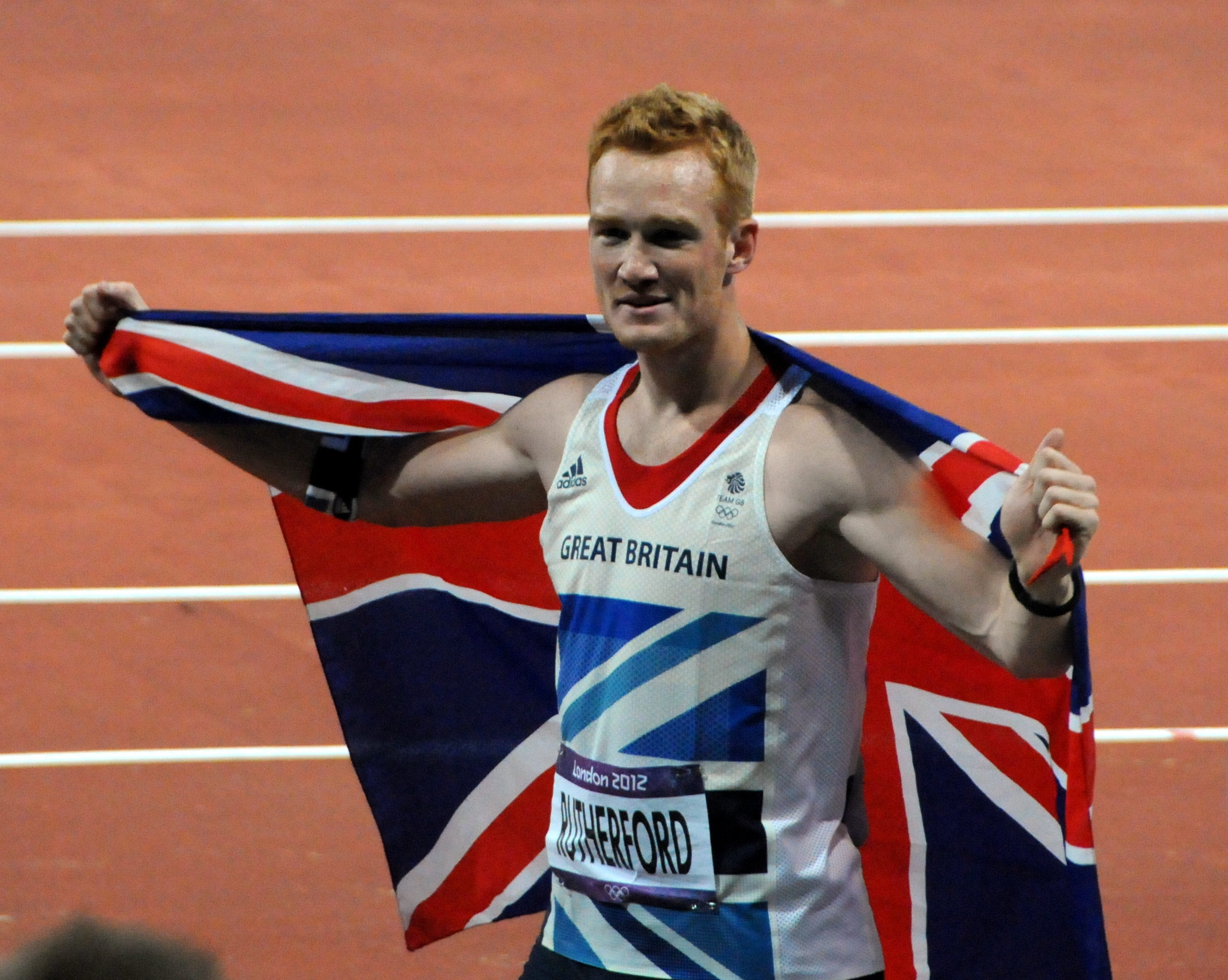
Greg Rutherford remporte les Jeux olympiques de 2012, à Londres.

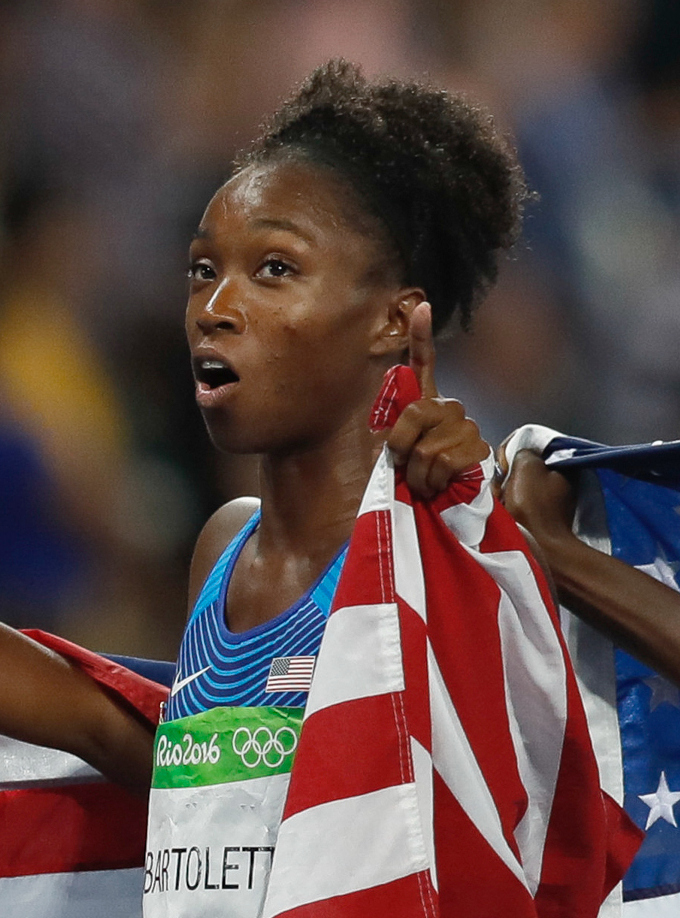
Tianna Bartoletta, championne olympique en 2016.

Aux Jeux olympiques de 2008, à Pékin, le Panaméen Irving Saladino, champion du monde en 2007 à Osaka, remporte le titre olympique avec un saut à 8,34 m qu'il réalise à son quatrième essai, performance d'un médaillé d'or qui reste néanmoins la plus basse depuis les Jeux olympiques de 1972 (8,24 m par Randy Williams). Il devance une nouvelle fois le Sud-Africain Godfrey Khotso Mokoena, auteur de 8,24 m à son quatrième essai, et le Cubain Ibrahim Camejo qui décroche la médaille de bronze avec la marque de 8,20 m qu'il établit à sa sixième et ultime tentative. Le Zimbabwéen Ngonidzashe Makusha termine au pied du podium, à un centimètre seulement de Camejo alors que le Cubain Wilfredo Martínez, initialement cinquième de l'épreuve avec 8,19 m, est disqualifié en 2016 pour dopage. Tous les concurrents américains sont éliminés dès les qualifications.
Lors des Jeux olympiques de 2012, à Londres, le Britannique Greg Rutherford devient le deuxième athlète britannique après Lynn Davies en 1964 a remporter la médaille d'or olympique au saut en longueur. Il s'impose avec la marque de 8,31 m (-0,4 m/s) qu'il réussit à son quatrième essai, et devance sur le podium l'Australien Mitchell Watt, deuxième avec 8,16 m et l'Américain Will Claye, également médaillé dans l'épreuve du triple saut, troisième avec 8,12 m. Le Suédois Michel Tornéus, qui échoue au pied du podium pour un centimètre, est 4e avec 8,10 m, juste devant l'Allemand Sebastian Bayer (8,11 m). Dwight Phillips, champion du monde en 2011 à Daegu, et qui a été opéré du tendon d'Achille quelques semaines auparavant, ne participe pas à ces Jeux.
L'Américain Jeff Henderson s'adjuge le titre des Jeux olympiques de 2016, à Rio de Janeiro, en établissant son meilleur saut de l'année à son sixième et dernier essai, avec 8,38 m. Il devance d'un centimètre seulement le Sud-africain Luvo Manyonga, qui avait pris la tête du concours à son cinquième essai en établissant un nouveau record personnel avec 8,37 m, et de 9 cm le champion olympique en titre et champion du monde 2015 Greg Rutherford, médaillé de bronze avec un saut à 8,29 m. L'américain Jarrion Lawson, auteur de la meilleure performance mondiale de l'année 2016 avec 8,58 m, ne termine que quatrième du concours avec 8,25 m.
En 2021 à Tokyo, Miltiadis Tentoglou devient le premier Grec sacré champion olympique de la longueur grâce à un dernier essai mesuré à 8,41 m, qui lui permet de ravir la première place au Cubain Juan Miguel Echevarria à la faveur d'un deuxième meilleur saut (8,15 m contre 8,09 m). Echevarria, blessé à la fin du concours, ne parvient pas à sauter lors de son dernier essai et doit donc se contenter de l'argent, alors qu'il avait réalisé 8,50 m en qualifications. Pour la première fois à la longueur aux JO, la médaille d'or se joue donc à la faveur du deuxième meilleur essai. Derrière, la médaille de bronze revient à l'autre Cubain Maykel Masso (lui aussi blessé durant la finale) avec 8,21 m.

### Palmarès
| Édition | Or                               | Argent                              | Bronze                            |
| ------- | -------------------------------- | ----------------------------------- | --------------------------------- |
| 1896    | Ellery Clark (USA) 6,35 m        | Robert Garrett (USA) 6,18 m         | James Connolly (USA) 6,11 m       |
| 1900    | Alvin Kraenzlein (USA) 7,18 m    | Meyer Prinstein (USA) 7,17 m        | Patrick Leahy (GBR) 6,95 m        |
| 1904    | Meyer Prinstein (USA) 7,34 m     | Daniel Frank (USA) 6,89 m           | Robert Stangland (USA) 6,88 m     |
| 1908    | Frank Irons (USA) 7,48 m         | Daniel Kelly (USA) 7,09 m           | Calvin Bricker (CAN) 7,08 m       |
| 1912    | Albert Gutterson (USA) 7,60 m    | Calvin Bricker (CAN) 7,21 m         | Georg Åberg (SWE) 7,18 m          |
| 1920    | William Pettersson (SWE) 7,15 m  | Carl Johnson (USA) 7,09 m           | Erik Abrahamsson (SWE) 7,08 m     |
| 1924    | DeHart Hubbard (USA) 7,44 m      | Edward Gourdin (USA) 7,27 m         | Sverre Hansen (NOR) 7,26 m        |
| 1928    | Ed Hamm (USA) 7,73 m             | Sylvio Cator (HAI) 7,58 m           | Alfred Bates (USA) 7,40 m         |
| 1932    | Ed Gordon (USA) 7,64 m           | Lambert Redd (USA) 7,60 m           | Chūhei Nanbu (JPN) 7,45 m         |
| 1936    | Jesse Owens (USA) 8,06 m         | Luz Long (GER) 7,87 m               | Naoto Tajima (JPN) 7,74 m         |
| 1948    | Willie Steele (USA) 7,82 m       | Theodore Bruce (AUS) 7,55 m         | Herb Douglas (USA) 7,54 m         |
| 1952    | Jerome Biffle (USA) 7,57 m       | Meredith Gourdine (AUS) 7,53 m      | Ödön Földessy (HUN) 7,30 m        |
| 1956    | Greg Bell (USA) 7,83 m           | John Bennett (USA) 7,68 m           | Jorma Valkama (FIN) 7,48 m        |
| 1960    | Ralph Boston (USA) 8,12 m        | Bo Roberson (USA) 8,11 m            | Igor Ter-Ovanessian (URS) 8,04 m  |
| 1964    | Lynn Davies (GBR) 8,07 m         | Ralph Boston (USA) 8,03 m           | Igor Ter-Ovanessian (URS) 7,99 m  |
| 1968    | Bob Beamon (USA) 8,90 m          | Klaus Beer (GDR) 8,19 m             | Ralph Boston (USA) 8,16 m         |
| 1972    | Randy Williams (USA) 8,24 m      | Hans Baumgartner (FRG) 8,18 m       | Arnie Robinson (USA) 8,03 m       |
| 1976    | Arnie Robinson (USA) 8,35 m      | Randy Williams (USA) 8,11 m         | Frank Wartenberg (GDR) 8,02 m     |
| 1980    | Lutz Dombrowski (GDR) 8,54 m     | Frank Paschek (GDR) 8,21 m          | Valeriy Pidluzhnyy (URS) 8,18 m   |
| 1984    | Carl Lewis (USA) 8,54 m          | Gary Honey (AUS) 8,24 m             | Giovanni Evangelisti (ITA) 8,24 m |
| 1988    | Carl Lewis (USA) 8,72 m          | Mike Powell (USA) 8,49 m            | Larry Myricks (USA) 8,27 m        |
| 1992    | Carl Lewis (USA) 8,67 m          | Mike Powell (USA) 8,64 m            | Joe Greene (USA) 8,34 m           |
| 1996    | Carl Lewis (USA) 8,50 m          | James Beckford (JAM) 8,29 m         | Joe Greene (USA) 8,24 m           |
| 2000    | Iván Pedroso (CUB) 8,55 m        | Jai Taurima (AUS) 8,49 m            | Roman Shchurenko (UKR) 8,31 m     |
| 2004    | Dwight Phillips (USA) 8,59 m     | John Moffitt (USA) 8,47 m           | Joan Lino Martínez (ESP) 8,32 m   |
| 2008    | Irving Saladino (PAN) 8,34 m     | Godfrey Khotso Mokoena (RSA) 8,24 m | Ibrahim Camejo (CUB) 8,20 m       |
| 2012    | Greg Rutherford (GBR) 8,31 m     | Mitchell Watt (AUS) 8,16 m          | Will Claye (USA) 8,12 m           |
| 2016    | Jeff Henderson (USA) 8,38 m      | Luvo Manyonga (RSA) 8,37 m          | Greg Rutherford (GBR) 8,29 m      |
| 2020    | Miltiadis Tentoglou (GRE) 8,41 m | Juan Miguel Echevarria (CUB) 8,41 m | Maykel Masso (CUB) 8,21 m         |
| 2024    | Miltiadis Tentoglou (GRE) 8,48 m | Wayne Pinnock (JAM) 8,36 m          | Mattia Furlani (ITA) 8,34 m       |

### Multiples médaillés
| Rang | Athlète             | Pays             | Période     | Or | Argent | Bronze | Total |
| ---- | ------------------- | ---------------- | ----------- | -- | ------ | ------ | ----- |
| 1    | Carl Lewis          | États-Unis       | 1984 – 1996 | 4  | 0      | 0      | 4     |
| 2    | Miltiadis Tentoglou | Grèce            | 2021 - 2024 | 2  | 0      | 0      | 2     |
| 3    | Ralph Boston        | États-Unis       | 1960 – 1968 | 1  | 1      | 1      | 3     |
| 4    | Meyer Prinstein     | États-Unis       | 1900 – 1904 | 1  | 1      | 0      | 2     |
| 4    | Randy Williams      | États-Unis       | 1972 – 1976 | 1  | 1      | 0      | 2     |
| 6    | Arnie Robinson      | États-Unis       | 1972 – 1976 | 1  | 0      | 1      | 2     |
| 6    | Greg Rutherford     | Grande-Bretagne  | 2012 - 2016 | 1  | 0      | 1      | 2     |
| 8    | Mike Powell         | États-Unis       | 1988 – 1992 | 0  | 2      | 0      | 2     |
| 9    | Calvin Bricker      | Canada           | 1908 – 1912 | 0  | 1      | 1      | 2     |
| 10   | Igor Ter-Ovanessian | Union soviétique | 1960 – 1964 | 0  | 0      | 2      | 2     |
| 10   | Joe Greene          | États-Unis       | 1992 – 1996 | 0  | 0      | 2      | 2     |

### Record olympique

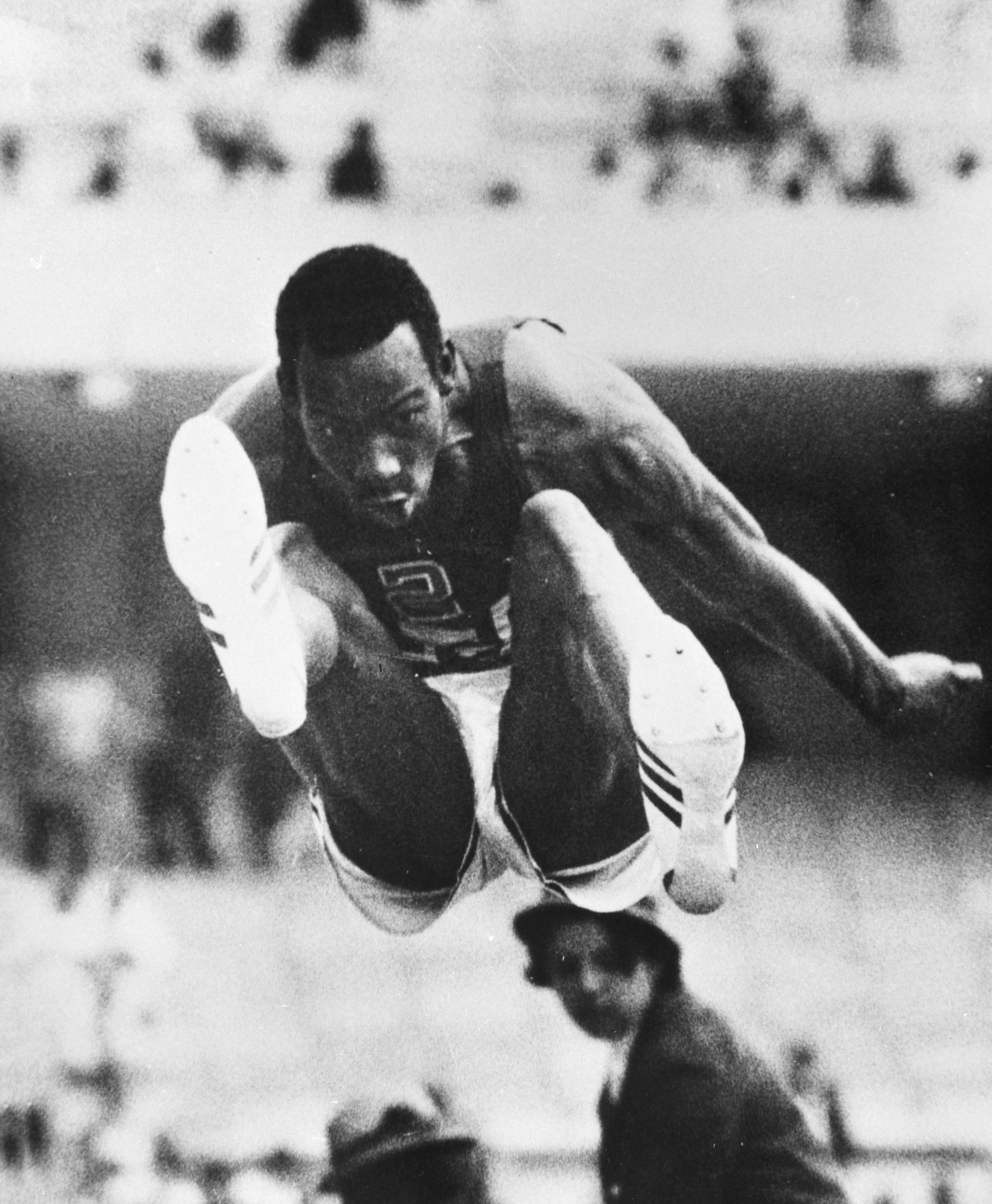
Bob Beamon, champion olympique en 1968 et actuel détenteur du record olympique.

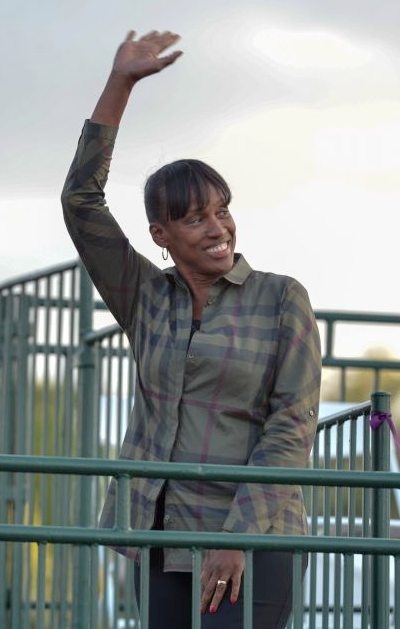
Jackie Joyner-Kersee détient depuis 1988 le record olympique du saut en longueur.

| Marque | Athlète          | Lieu        | Date               | Record |
| ------ | ---------------- | ----------- | ------------------ | ------ |
| 6,35 m | Ellery Clark     | Athènes     | 10 avril 1896      |        |
| 7,17 m | Meyer Prinstein  | Paris       | 14 juillet 1900    |        |
| 7,18 m | Alvin Kraenzlein | Paris       | 14 juillet 1900    |        |
| 7,34 m | Meyer Prinstein  | Saint-Louis | 1er septembre 1904 |        |
| 7,44 m | Frank Irons      | Londres     | 22 juillet 1908    |        |
| 7,48 m | Frank Irons      | Londres     | 22 juillet 1908    |        |
| 7,60 m | Albert Gutterson | Stockholm   | 12 juillet 1912    |        |
| 7,76 m | Robert LeGendre  | Paris       | 7 juillet 1924     | WR     |
| 7,87 m | Jesse Owens      | Berlin      | 4 août 1936        |        |
| 7,94 m | Jesse Owens      | Berlin      | 4 août 1936        |        |
| 8,12 m | Ralph Boston     | Rome        | 2 septembre 1960   |        |
| 8,27 m | Ralph Boston     | Mexico      | 17 octobre 1968    |        |
| 8,90 m | Bob Beamon       | Mexico      | 17 octobre 1968    | WR     |

## Femmes

### Historique

#### 1948-1964

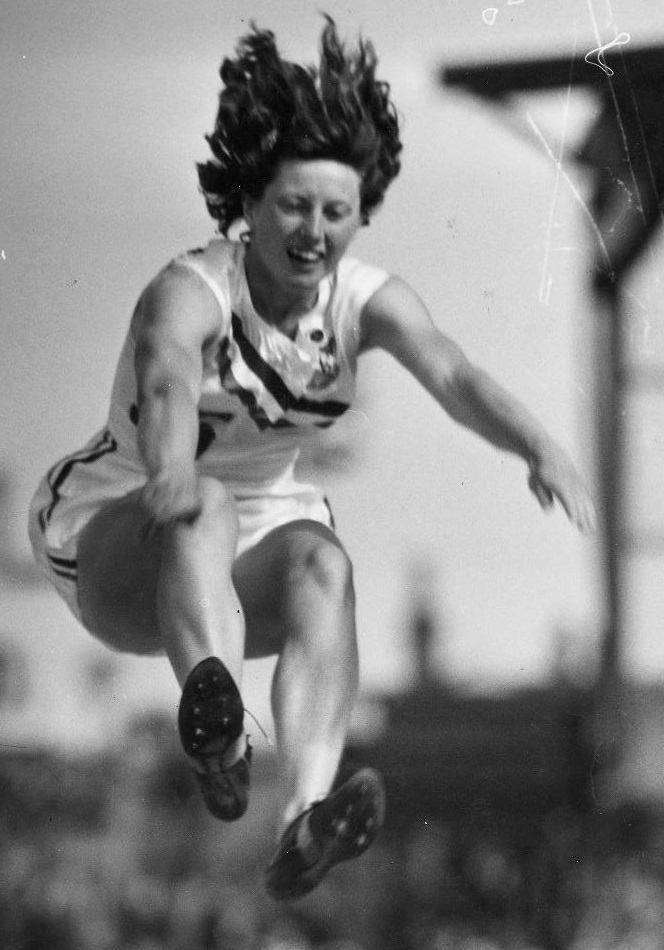
Yvette Williams, championne olympique en 1952.

La première épreuve féminine de saut en longueur se déroule lors des Jeux olympiques de 1948, à Londres. La Hongroise Olga Gyarmati, qui remporte le titre avec un saut à 5,69 m, devance l'Argentine Noemí Simonetto, deuxième avec 5,60 m, et la Suédoise Ann-Britt Leyman, médaillée de bronze avec 5,57 m. La Néerlandaise Fanny Blankers-Koen, détentrice du record du monde depuis 1943 avec 6,25 m, ne participe pas au concours, préférant se réserver pour l'épreuve 80 mètres haies qui se dispute le même jour et qu'elle remporte.
En 1952, lors des Jeux olympiques d'Helsinki, la Néo-zélandaise Yvette Williams, titrée notamment lors des Jeux de l'Empire britannique de 1950, s'adjuge la médaille d'or en établissant la marque de 6,24 m à son quatrième essai, signant un nouveau record olympique ainsi que la deuxième meilleure performance de tous les temps, à un centimètre du record du monde de Fanny Blankers-Koen. La Soviétique Aleksandra Chudina, en tête après les trois premiers essais, termine deuxième avec 6,14 m, devant la Britannique Shirley Cawley, troisième avec 5,92 m.
En finale des Jeux olympiques de 1956, à Melbourne, le Polonaise Elżbieta Krzesińska établit la marque de 6,35 m à son deuxième essai et égale son propre record du monde qu'elle avait établi trois mois plus tôt à Budapest. Elle devance largement l'Américaine Willye White, médaillée d'argent avec 6,09 m et la Soviétique Nadezhda Khnykina, médaillée de bronze avec 6,07 m.
Lors des Jeux olympiques de 1960 à Rome, la sprinteuse soviétique Vera Krepkina, qui a détenu en 1958 le record du monde du 100 m, décroche le titre olympique du saut en longueur en réalisant la marque de 6,37 m à son quatrième essai, signant à cette occasion un nouveau record olympique. La tenante du titre Elżbieta Krzesińska se classe deuxième de la finale avec 6,27 m, devant l'Allemande Hildrun Claus, alors détentrice du record du monde du saut en longueur, troisième avec 6,21 m.
Le concours du saut en longueur féminin des Jeux olympiques de 1964, à Tokyo, est remporté par la Britannique Mary Rand. Après avoir terminé en tête du concours des qualifications en établissant un nouveau record olympique avec 6,52 m, elle améliore à trois reprises cette marque en finale en réalisant 6,59 m à son premier essai, 6,63 m à son quatrième essai, et enfin 6,76 m à son cinquième essai, ajoutant 6 cm au record du monde établi par la Soviétique Tatyana Shchelkanova quelques mois auparavant. La Polonaise Irena Kirszenstein se classe deuxième avec 6,56 m, devant Tatyana Shchelkanova, championne d'Europe en titre, qui complète le podium avec 6,42 m.

#### 1968-1984

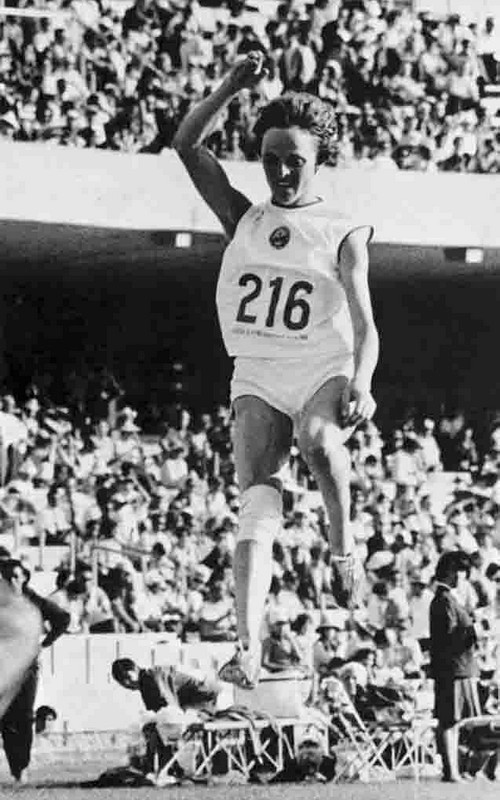
Viorica Viscopoleanu, championne olympique en 1968.

En 1968, aux Jeux olympiques de Mexico, la victoire revient à la Roumaine Viorica Viscopoleanu qui avec la marque de 6,82 m effectuée à son premier essai, améliore de 6 cm le record du monde de Mary Rand établi quatre ans plus tôt à Tokyo. Elle devance la Britannique Sheila Sherwood, médaillée d'argent avec 6,68 m, et la Soviétique Tatyana Talysheva, médaillée de bronze avec 6,66 m. La tenante du titre Mary Rand est absente de ces Jeux pour cause de blessure alors qu'Irena Kirszenstein, vice-championne olympique et championne d'Europe en titre, est éliminée au stade des qualifications.
L'Allemande de l'Ouest Heide Rosendahl, détentrice du record du monde depuis 1970, remporte le titre des Jeux olympiques de 1972 à Munich en établissant son meilleur saut de 6,78 m dès son entrée dans le concours. La Bulgare Diana Yorgova se classe deuxième de l'épreuve, à un centimètre seulement de Rosendahl, devant la Tchécoslovaque Eva Šuranová, médaillée de bronze avec 6,67 m. La tenante du titre Viorica Viscopoleanu prend la 7e place alors que Willye White, qui dispute son cinquième concours olympique consécutif depuis sa médaille d'argent obtenue en 1956, se classe 11e de la finale.
Lors des Jeux olympiques de 1976, à Montréal, la médaille d'or est remportée par l'Est-allemande Angela Voigt qui figurait parmi les favorites au titre après avoir porté le record du monde à 6,92 m quelques semaines auparavant à Dresde. Elle s'impose avec la marque de 6,72 m qu'elle réalise à son premier essai. L'Américaine Kathy McMillan (6,66 m) et la Soviétique Lidiya Alfeyeva (6,60 m) complètent le podium.
Les Jeux olympiques de 1980 à Moscou sont marqués par l'absence de la Soviétique Vilma Bardauskienė, première athlète féminine à avoir dépassé les 7 mètres au saut en longueur, qui est forfait sur blessure. En finale, le record olympique est amélioré à deux reprises par la Soviétique Tetyana Skachko qui atteint la marque de 6,96 m à son premier essai, puis 7,01 m à son troisième essai, devenant la première sauteuse en longueur à atteindre cette limite dans le cadre des Jeux olympiques. Mais, cette marque est améliorée par sa compatriote Tatyana Kolpakova qui franchit à son sixième et dernier essai 7,06 m, nouveau record olympique. L'Est-allemande Brigitte Wujak réalise 7,04 m, également à son dernier essai, et se classe deuxième du concours, devant Tetyana Skachko.
Le boycott des Jeux olympiques de 1984 entraine l'absence des meilleures sprinteuses du Bloc de l'Est, dont figure notamment l'Est-allemande Heike Drechsler, championne du monde en 1983 à Helsinki. En finale à Los Angeles, la Roumaine Anișoara Cușmir-Stanciu, détentrice du record du monde avec 7,43 m, remporte le titre olympique avec un saut à 6,96 m qu'elle réalise à son quatrième essai. Elle devance sa compatriote Vali Ionescu, médaillée d'argent avec 6,81 m et la Britannique Susan Hearnshaw, médaillée de bronze avec 6,80 m.

#### 1988-2004

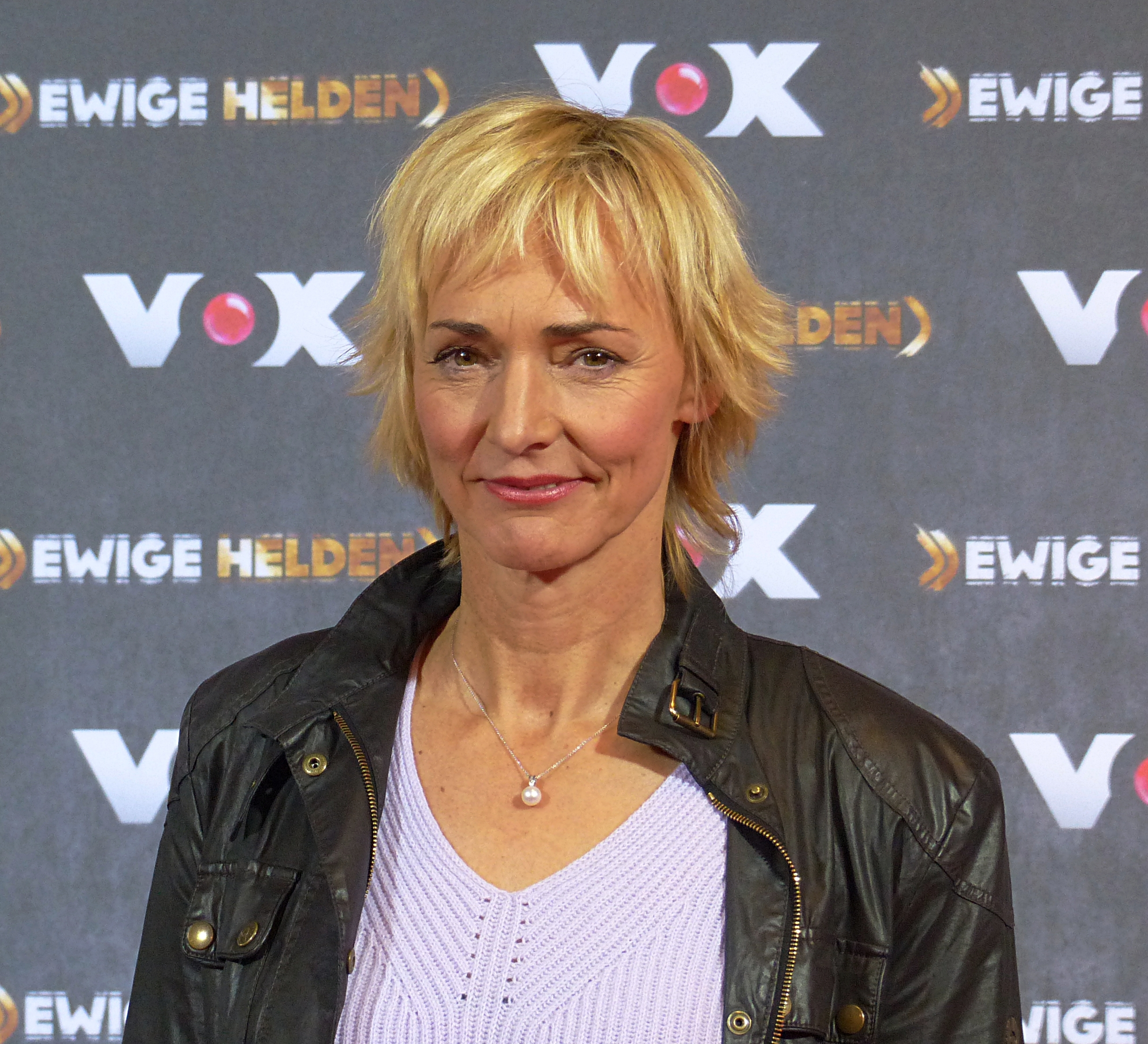
Heike Drechsler, championne olympique en 1992 et 2000, est la seule athlète féminine à avoir remporté deux titres olympiques au saut en longueur.

Le concours des Jeux olympiques de 1988, à Séoul, est l'un des plus relevée de l'histoire puisqu'il met aux prises la Soviétique Galina Chistyakova, nouvelle détentrice du record du monde avec 7,52 m, la tenante du titre Heike Drechsler et l'Américaine Jackie Joyner-Kersee, championne du monde en 1987 à Rome, ces deux athlètes ayant également co-détenu le record mondial avant Chistyakova. Dès son premier essai, Galina Chistyakova réalise 7,11 m et ajoute 5 cm au record olympique de Tatyana Kolpakova. Puis, au quatrième essai, Heike Drechsler améliore cette marque en franchissant 7,22 m, mais Jackie Joyner-Kersee lui répond à l'essai suivant en décrochant le titre olympique avec 7,40 m, nouveau record olympique. La Soviétique Yelena Belevskaya termine au pied du podium avec 7,04 m.
Lors des Jeux olympiques de 1992, à Barcelone, Heike Drechsler s'adjuge la médaille d'or en faisant la différence à son quatrième essai avec un saut à 7,14 m. L'Ukrainienne Inessa Kravets, qui concourt pour l'Équipe unifiée de l’ex-URSS et qui est une spécialiste du triple saut, se classe deuxième de l'épreuve après avoir réalisé 7,12 m à son premier essai. La tenante du titre Jackie Joyner-Kersee, championne du monde en 1991 à Tokyo devant Drechsler, remporte la médaille de bronze avec 7,07 m.
En 1996, lors des Jeux olympiques d'Atlanta, la Nigériane Chioma Ajunwa, de retour à la compétition après quatre ans de suspension pour dopage, remporte le concours en établissant un nouveau record d'Afrique dès son premier essai, avec 7,12 m. L'Italienne Fiona May, championne du monde en 1995 à Göteborg se classe deuxième de la finale après avoir amélioré le record national avec 7,02 m. Jackie Joyner-Kersee, gênée par une blessure aux ischio-jambiers, s'adjuge la médaille de bronze avec un saut à 7,00 m alors que la tenante du titre Heike Drechsler est absente pour cause de blessure.
À l'occasion des Jeux olympiques de 2000, à Sydney, Heike Drechsler devient la première athlète féminine à remporter un deuxième titre olympique au saut en longueur. Elle s'impose grâce à un saut à 6,99 m qu'elle réalise à son troisième essai, devançant Fiona May qui obtient sa deuxième médaille d'argent consécutive avec 6,92 m, et l'Américaine Marion Jones, troisième avec 6,92 m comme l'Italienne mais qui est devancé au titre du deuxième meilleur saut. Mais, à la suite de ses aveux de dopage en 2007, Jones est disqualifiée, la médaille de bronze revenant finalement à la Russe Tatyana Kotova, initialement quatrième de l'épreuve avec 6,83 m. La Cubaine nouvellement naturalisée Espagnole Niurka Montalvo, championne du monde en 1999, est interdite de participation aux Jeux olympiques par le Comité olympique cubain.
Lors des Jeux olympiques de 2004 à Athènes, le podium est occupé par trois athlètes russes. Tatyana Lebedeva remporte la médaille d'or en atteignant la marque de 7,07 m à son deuxième essai et devance de justesse Irina Simagina, deuxième avec 7,05 m et Tatyana Kotova, troisième avec 7,05 m également mais qui réalise un deuxième meilleur saut inférieur à sa compatriote (7,02 m pour Simagina et 6,84 m pour Kotova). L'Indienne Anju Bobby George, initialement 6e de la finale après avoir établi un nouveau record national avec 6,83 m, récupère finalement la 5e place après la disqualification pour dopage de Marion Jones en 2007. La Française Eunice Barber, championne du monde en titre, est éliminée dès les qualifications.

#### Depuis 2008
Aux Jeux olympiques de 2008 à Pékin, le concours du saut en longueur est remporté par la Brésilienne Maurren Maggi avec la marque de 7,04 m qu'elle réalise à son premier essai, devançant d'un centimètre seulement la championne olympique et championne du monde en titre Tatyana Lebedeva et de 13 cm la Nigériane Blessing Okagbare. Mais, Tatyana Lebedeva est déchue de sa médaille d'argent en 2016 après avoir été reconnue coupable d'une infraction aux règles antidopage lors de ces Jeux olympiques de Pékin,. En conséquence, Blessing Okagbare se voit donc réattribuer la médaille d'argent et la Jamaïcaine Chelsea Hammond, initialement quatrième de la finale avec 6,79 m, la médaille de bronze.
Invaincue lors d'un championnat inter-continental depuis la saison 2008, et double championne du monde en titre, en 2009 à Berlin et en 2011 à Daegu, l'Américaine Brittney Reese remporte le titre des Jeux olympiques de Londres, en août 2012, en établissant la marque de 7,12 m à son deuxième essai. Elle devance sur le podium la Russe Yelena Sokolova, médaillée d'argent avec 7,07 m, et l'autre Américaine Janay DeLoach, troisième du concours avec 6,89 m. Elle est la première Américaine titrée dans cette épreuve depuis Jackie Joyner-Kersee en 1988. La Lettone Ineta Radēviča (4e), la Russe Anna Nazarova (5e) et la Biélorusse Nastassia Mironchyk-Ivanova (7e), sont disqualifiées rétroactivement pour dopage.
En 2016, lors des Jeux olympiques de Rio de Janeiro, l'Américaine Tianna Bartoletta, championne du monde en 2015 à Pékin, s'adjuge le titre olympique en établissant un nouveau record personnel à son cinquième essai avec la marque de 7,17 m. Elle devance de deux centimètres seulement la tenante du titre Brittney Reese qui figurait de nouveau parmi les favorites au titre après avoir réalisé la meilleure performance mondiale de l'année avec 7,31 m quelques semaines plus tôt lors des sélections olympiques américaines. Reese, qui réalise 7,15 m à son sixième et dernier essai, devance la Serbe Ivana Španović, auteure d'un nouveau record national à 7,08 m à son cinquième essai. L'Allemande Malaika Mihambo, qui bat également son record personnel avec 6,95 m, termine au pied du podium.
Cinq ans plus tard à Tokyo, Malaika Mihambo s'empare de la médaille d'or grâce à un dernier essai mesuré à 7,00 m qui lui permet de passer juste devant Brittney Reese et de compléter son palmarès après son titre européen en 2018 et son titre mondial en 2019. L'Américaine, qui était en tête du concours jusque-là, décroche malgré tout l'argent avec 6,97 m, la troisième médaille olympique de sa carrière. La Nigériane Ese Brume réalise également 6,97 m mais doit se contenter du bronze en raison d'un deuxième meilleur essai inférieur à celui de Reese (6,90 m contre 6,95 m). Quant à Ivana Španović, troisième à Rio, elle échoue au pied du podium avec 6,91 m alors qu'elle était retombée à 7,00 m lors des qualifications.

### Palmarès
| Édition | Or                                   | Argent                           | Bronze                            |
| ------- | ------------------------------------ | -------------------------------- | --------------------------------- |
| 1948    | Olga Gyarmati (HUN) 5,69 m           | Noemí Simonetto (ARG) 5,60 m     | Ann-Britt Leyman (SWE) 5,57 m     |
| 1952    | Yvette Williams (NZL) 6,24 m         | Aleksandra Chudina (URS) 6,14 m  | Shirley Cawley (GBR) 5,92 m       |
| 1956    | Elżbieta Krzesińska (POL) 6,35 m     | Willye White (USA) 6,09 m        | Nadezhda Dvalishvili (URS) 6,07 m |
| 1960    | Vera Krepkina (URS) 6,37 m           | Elżbieta Krzesińska (POL) 6,27 m | Hildrun Claus (EUA) 6,21 m        |
| 1964    | Mary Rand (GBR) 6,76 m               | Irena Kirszenstein (POL) 6,60 m  | Tatyana Shchelkanova (URS) 6,42 m |
| 1968    | Viorica Viscopoleanu (ROU) 6,82 m    | Sheila Sherwood (GBR) 6,68 m     | Tatyana Talysheva (URS) 6,66 m    |
| 1972    | Heide Rosendahl (FRG) 6,78 m         | Diana Yorgova (BUL) 6,77 m       | Eva Šuranová (TCH) 6,67 m         |
| 1976    | Angela Voigt (GDR) 6,72 m            | Kathy McMillan (USA) 6,66 m      | Lidiya Alfeyeva (URS) 6,60 m      |
| 1980    | Tatyana Kolpakova (URS) 7,06 m       | Brigitte Wujak (GDR) 7,04 m      | Tetyana Skachko (URS) 7,01 m      |
| 1984    | Anișoara Cușmir-Stanciu (ROU) 6,96 m | Vali Ionescu (ROU) 6,81 m        | Susan Hearnshaw (GBR) 6,80 m      |
| 1988    | Jackie Joyner-Kersee (USA) 7,40 m    | Heike Drechsler (GDR) 7,22 m     | Galina Chistyakova (URS) 7,11 m   |
| 1992    | Heike Drechsler (GER) 7,14 m         | Inessa Kravets (EUN) 7,12 m      | Jackie Joyner-Kersee (USA) 7,07 m |
| 1996    | Chioma Ajunwa (NGR) 7,12 m           | Fiona May (ITA) 7,02 m           | Jackie Joyner-Kersee (USA) 7,00 m |
| 2000    | Heike Drechsler (GER) 6,99 m         | Fiona May (ITA) 6,92 m           | Tatyana Kotova (RUS) 6,83 m       |
| 2004    | Tatyana Lebedeva (RUS) 7,07 m        | Irina Simagina (RUS) 7,05 m      | Tatyana Kotova (RUS) 7,05 m       |
| 2008    | Maurren Maggi (BRA) 7,04 m           | Blessing Okagbare (NGR) 6,91 m   | Chelsea Hammond (JAM) 6,79 m      |
| 2012    | Brittney Reese (USA) 7,12 m          | Yelena Sokolova (RUS) 7,07 m     | Janay DeLoach (USA) 6,89 m        |
| 2016    | Tianna Bartoletta (USA) 7,17 m       | Brittney Reese (USA) 7,15 m      | Ivana Španović (SRB) 7,08 m       |
| 2020    | Malaika Mihambo (GER) 7,00 m         | Brittney Reese (USA) 6,97 m      | Ese Brume (NGR) 6,97 m            |
| 2024    | Tara Davis (USA) 7,10 m              | Malaika Mihambo (GER) 6,98 m     | Jasmine Moore (USA) 6,96 m        |

### Multiples médaillées
| Rang | Athlète              | Pays                         | Période     | Or | Argent | Bronze | Total |
| ---- | -------------------- | ---------------------------- | ----------- | -- | ------ | ------ | ----- |
| 1    | Heike Drechsler      | Allemagne Allemagne de l'Est | 1988 – 2000 | 2  | 1      | 0      | 3     |
| 2    | Brittney Reese       | États-Unis                   | 2012 – 2021 | 1  | 2      | 0      | 3     |
| 3    | Elżbieta Krzesińska  | Pologne                      | 1956 – 1960 | 1  | 1      | 0      | 2     |
| 3    | Tatyana Lebedeva     | Russie                       | 2004 – 2008 | 1  | 1      | 0      | 2     |
| 3    | Malaika Mihambo      | Allemagne                    | 2021 - 2024 | 1  | 1      | 0      | 2     |
| 6    | Jackie Joyner-Kersee | États-Unis                   | 1988 – 1996 | 1  | 0      | 2      | 3     |
| 7    | Fiona May            | Italie                       | 1996 – 2000 | 0  | 2      | 0      | 2     |
| 8    | Tatyana Kotova       | Russie                       | 2000 – 2004 | 0  | 0      | 2      | 2     |

### Record olympique
| Marque | Athlète              | Lieu      | Date              | Record |
| ------ | -------------------- | --------- | ----------------- | ------ |
| 5,64 m | Yvonne Curtet-Chabot | Londres   | 4 août 1948       |        |
| 5,69 m | Olga Gyarmati        | Londres   | 4 août 1948       |        |
| 5,73 m | Shirley Cawley       | Helsinki  | 23 juillet 1952   |        |
| 5,77 m | Aleksandra Chudina   | Helsinki  | 23 juillet 1952   |        |
| 5,77 m | Nina Tyurkina        | Helsinki  | 23 juillet 1952   |        |
| 5,88 m | Mabel Landry         | Helsinki  | 23 juillet 1952   |        |
| 6,16 m | Yvette Williams      | Helsinki  | 23 juillet 1952   |        |
| 6,24 m | Yvette Williams      | Helsinki  | 23 juillet 1952   |        |
| 6,35 m | Elżbieta Krzesińska  | Melbourne | 27 novembre 1956  | WR     |
| 6,37 m | Vera Krepkina        | Rome      | 31 août 1960      |        |
| 6,37 m | Ingrid Becker        | Tokyo     | 14 octobre 1964   |        |
| 6,52 m | Mary Rand            | Tokyo     | 14 octobre 1964   |        |
| 6,59 m | Mary Rand            | Tokyo     | 14 octobre 1964   |        |
| 6,63 m | Mary Rand            | Tokyo     | 14 octobre 1964   |        |
| 6,76 m | Mary Rand            | Tokyo     | 14 octobre 1964   | WR     |
| 6,82 m | Viorica Viscopoleanu | Mexico    | 14 octobre 1968   | WR     |
| 6,96 m | Tetyana Skachko      | Moscou    | 31 juillet 1980   |        |
| 7,01 m | Tetyana Skachko      | Moscou    | 31 juillet 1980   |        |
| 7,06 m | Tatyana Kolpakova    | Moscou    | 31 juillet 1980   |        |
| 7,11 m | Galina Chistyakova   | Séoul     | 29 septembre 1988 |        |
| 7,18 m | Heike Drechsler      | Séoul     | 29 septembre 1988 |        |
| 7,40 m | Jackie Joyner-Kersee | Séoul     | 29 septembre 1988 |        |

## Saut en longueur sans élan
L'épreuve du saut en longueur sans élan s'est déroulée à quatre reprises lors des Jeux olympiques, de 1900 à 1912. L'Américain Ray Ewry remporte trois médailles d'or.
| Édition | Or                                    | Argent                                | Bronze                        |
| ------- | ------------------------------------- | ------------------------------------- | ----------------------------- |
| 1900    | Ray Ewry (USA) 3,21 m                 | Irving Baxter (USA) 3,13 m            | Émile Torchebœuf (FRA) 3,03 m |
| 1904    | Ray Ewry (USA) 3,476 m                | Charles King (USA) 3,286 m            | John Biller (USA) 3,263 m     |
| 1908    | Ray Ewry (USA) 3,33 m                 | Konstantínos Tsiklitíras (GRE) 3,23 m | Martin Sheridan (USA) 3,22 m  |
| 1912    | Konstantínos Tsiklitíras (GRE) 3,37 m | Platt Adams (USA) 3,36 m              | Benjamin Adams (USA) 3,28 m   |